# Liste der Brücken über die Rabiusa
Die Liste der Brücken über die Rabiusa enthält die Übergänge der Rabiusa von der Quelle am Nordhang des Bärenhorns bis zur Mündung in der Versamer Schlucht in den Vorderrhein.
16 Brücken führen über den Fluss: Neun Strassenbrücken, sechs Fussgängerbrücken und eine befahr- und begehbare Staumauerkrone.
| Bild | Name                                   | Ort              | Lage             | Funktion                                                    | Konstruktion     | Material    | Länge in m | Höhe m ü. M. | Bemerkungen |
| ---- | -------------------------------------- | ---------------- | ---------------- | ----------------------------------------------------------- | ---------------- | ----------- | ---------- | ------------ | --- |
|      | Unbenannte Brücke                      | Thalkirch        | 46.60408 9.28095 | Feldwegbrücke                                               | Balkenbrücke     | Holz        | 15         | 1783         | Feldweg von Wanna zur Alp Pianetsch, gebaut 1941 von polnischen Internierten. Übergang seit den 1870er Jahren Die Brücke befindet sich im national geschützten Auengebiet Rabiusa Engi. |
|      | Wannastrasse-Brücke                    | Thalkirch        | 46.6141 9.27915  | Strassenbrücke (einspurig)                                  | Balkenbrücke     | Beton       | 15         | 1724         | Gebaut ca. 1985 Beim Ausgleichbecken Wanna der Kraftwerke Zervreila AG Wanderland-Route 693 Via Capricorn (Etappe 2 Glaspass–Turrahus) Die Brücke befindet sich im national geschützten Auengebiet Rabiusa Engi. |
|      | Unbenannter Steg                       | Thalkirch        | 46.61745 9.28009 | Fussgängerbrücke                                            | Fachwerkbrücke   | Stahl       | 25         | 1709         | Gebaut ca. 2016 Bergwanderweg Die Brücke befindet sich im national geschützten Auengebiet Rabiusa Engi. |
|      | Unbenannte Brücke                      | Thalkirch        | 46.62734 9.27787 | Feldwegbrücke                                               | Balkenbrücke     | Holz        | 15         | 1682         | Wanderland-Route 35 Walserweg Graubünden (Etappe 4 Turrahus–Safien-Platz), Route 693 Via Capricorn (Etappe 3 Turrahus–Wergenstein) und Route 735 Walserweg Safiental (Etappe 3 Safien-Platz–Turrahus) Winterwandern-Route 251 Winterwanderweg Thalkirch, Thalkirch, Turrahus–Wanna–Z'Hinderst–Thalkirch, Turrahus Langlaufen-Route 251 Langlaufloipe Thalkirch, Thalkirch, Turrahus–Gassli–Wanna–Thalkirch, Turrahus Die Brücke befindet sich im national geschützten Auengebiet Rabiusa Engi. |
|      | Unbenannter Steg                       | Thalkirch        | 46.63358 9.2785  | Fussgängerbrücke                                            | Balkenbrücke     | Holz        | 10         | 1671         | Brücke mit Metallgeländer und Schranke Wanderland-Route 35 Walserweg Graubünden (Etappe 4 Turrahus–Safien-Platz), Route 693 Via Capricorn (Etappe 3 Turrahus–Wergenstein) und Route 735 Walserweg Safiental (Etappe 3 Safien-Platz–Turrahus) Flussaufwärts befindet sich das national geschützte Auengebiet Rabiusa Engi. |
|      | Unbenannte Brücke                      | Safien-Platz     | 46.678 9.31506   | Werkbrücke                                                  | Balkenbrücke     | Beton       | 30         | 1297         | Gebaut 1950er Jahre Private Brücke mit Metallgeländer und abschliessbarer Schranke beim Wasserkraftwerk Safien Hinweistafel: Betreten des Betriebsgelände verboten! Eltern haften für ihre Kinder Die Brücke befindet sich im national geschützten Auengebiet Safien Platz–Carfil. |
|      | Unbenannter Steg                       | Safien-Platz     | 46.67816 9.31542 | Fussgängerbrücke mit Rohrleitungen an der Brückenseite      | Balkenbrücke     | Beton       | 20         | 1296         | Gebaut 1950er Jahre Private Brücke mit Metallgeländer beim Wasserkraftwerk Safien Hinweistafel: Betreten des Betriebsgelände verboten! Eltern haften für ihre Kinder Die Brücke befindet sich im national geschützten Auengebiet Safien Platz–Carfil. |
|      | Kirchweg-Brücke                        | Safien-Platz     | 46.67821 9.31554 | Strassenbrücke (einspurig) mit stillgelegtem Eisenbahngleis | Balkenbrücke     | Beton       | 30         | 1290         | Gebaut 1950er Jahre Zufahrt zum Kraftwerk Safien und zur Reformierten Kirche Safien-Platz |
|      | Unbenannte Brücke                      | Safien-Platz     | 46.68124 9.31874 | Fussgänger- und Velobrücke                                  | Bogenbrücke      | Stahl       | 35         | 1284         | Eisenbogenbrücke mit Holzbalkenboden, gebaut 1930 von A.G. Conrad Zschokke Mountainbikeland-Route 1 Alpine Bike (Etappe 6 Tiefencastel–Safien-Platz) und Route 90 Graubünden Bike (Etappe 9 Thusis–Safien-Platz) Wanderland-Route 35 Walserweg Graubünden (Etappe 4 Turrahus–Safien-Platz) und Route 693 Via Capricorn (Etappe 3 Turrahus–Wergenstein) Bergwanderweg über den Stägaweg zum Glaspass Die Brücke befindet sich im national geschützten Auengebiet Safien Platz–Carfil.           |
|      | Unbenannte Brücke                      | Safien-Platz     | 46.70428 9.32928 | Feldwegbrücke                                               | Balkenbrücke     | Holz        | 15         | 1226         | Übergang seit den 1870er Jahren Bergwanderweg Die Brücke befindet sich im national geschützten Auengebiet Safien Platz–Carfil. |
|      | Unbenannte Brücke                      | Safien-Neukirch  | 46.71421 9.3331  | Fussgängerbrücke (verkommen)                                | Balkenbrücke     | Stahl Stein | 30         | 1190         | Metallbalkenbrücke mit Holzbalkenboden und Natursteinpfeiler Die Brücke befindet sich im national geschützten Auengebiet Safien Platz–Carfil. |
|      | Grafaweg-Brücke                        | Safien-Neukirch  | 46.71466 9.33287 | Feldwegbrücke                                               | Balkenbrücke     | Beton       | 20         | 1186         | Gebaut ca. 1985 Wanderland-Route 735 Walserweg Safiental (Etappe 2 Tenna–Safien-Platz) Die Brücke befindet sich im national geschützten Auengebiet Safien Platz–Carfil. |
|      | Unbenannte Brücke                      | Safien-Neukirch  | 46.71865 9.33256 | Feldwegbrücke                                               | Balkenbrücke     | Holz        | 20         | 1172         | Gebaut ca. 2013 Wanderland-Route 735 Walserweg Safiental (Etappe 2 Tenna–Safien-Platz) Die Brücke befindet sich im national geschützten Auengebiet Safien Platz–Carfil. |
|      | Egschi Staumauer-Übergang              | Tenna            | 46.73309 9.34074 | Werkstrasse mit Fussweg auf 4 Meter breiten Mauerkrone      | Talsperre        | Beton       | 80         | 1147         | Betonstaumauer, gebaut 1947–1949 Allgemeines Fahrverbot: Zuwiderhandlungen gegen dieses Amtsverbot werden gemäss Artikel 155 ZPO mit Busse bestraft Steinschlag Bergwanderweg |
|      | Historische Versamer Tobelbrücke       | Versam – Bonaduz | 46.78801 9.34605 | Saumwegbrücke (ehemalig)                                    | Gedeckte Brücke  | Holz        | 56         | 693          | Gedeckte Holzbogenbrücke, gebaut 1828, eingestürzt 1896 |
|      | Versamer Tobelbrücke (Versamerstrasse) | Versam – Bonaduz | 46.79509 9.34091 | Zweispurige Strassenbrücke                                  | Sprengwerkbrücke | Beton Stahl | 112        | 673          | Spannbeton-Trapezrahmenbrücke, gebaut 2010–2012 Höchstgeschwindigkeit 80 km/h PostAuto-Buslinie 404 (Laax – Bonaduz – Valendas) |
|      | Alte Versamer Tobelbrücke              | Versam – Bonaduz | 46.79547 9.34068 | Fussgänger- und Velobrücke                                  | Bogenbrücke      | Stahl       | 75         | 664          | Dreigelenkbogen-Eisenbrücke, gebaut 1897, renoviert 1985 Mountainbikeland-Route 260 Rheinschlucht (Ilanz–Ilanz) Veloland-Route 2 Rhein-Route (Etappe 2 Disentis–Chur) Wanderland-Route 1 Alpenpässe-Weg (Etappe 2 Tamins–Ilanz) Flussabwärts befindet sich das national geschützte Auengebiet Ruinaulta und das Smaragd-Gebiet Ruinaulta. |